# Nannoniscus analis
Nannoniscus analis är en kräftdjursart som beskrevs av Hansen 1916. Nannoniscus analis ingår i släktet Nannoniscus och familjen Nannoniscidae. Inga underarter finns listade i Catalogue of Life.